# Skaffa ny frisyr
Skaffa ny frisyr är bandet Dundertågets debutskiva, släppt 2009. Skaffa ny frisyrs låtmaterial utgörs av texter skrivna på svenska vilket är en skillnad från tidigare engelskspråkiga album. Texterna är skrivna av Robert Dahlqvist och Stefan Sundström och musiken är skriven av Robert Dahlqvist.
Skivan är i stor del skriven ur ett samhällskritiskt vänsterperspektiv, till exempel handlar låten "Onda dockan" om Fredrik Reinfeldt.   

## Låtlista
1. "Hakkakarl"
2. "Ifrån mig själv"
3. "Alla andras fel"
4. "Skaffa ny frisyr"
5. "Delad vårdnad (ska du ha spö)"
6. "Stick och brinn"
7. "Slut som artist"
8. "Onda dockan"
9. "Lika som bär"
10. "Vi ses nog aldrig igen"